# Vangelo ('ndrangheta)
(rito di formazione della società di Vangelo)

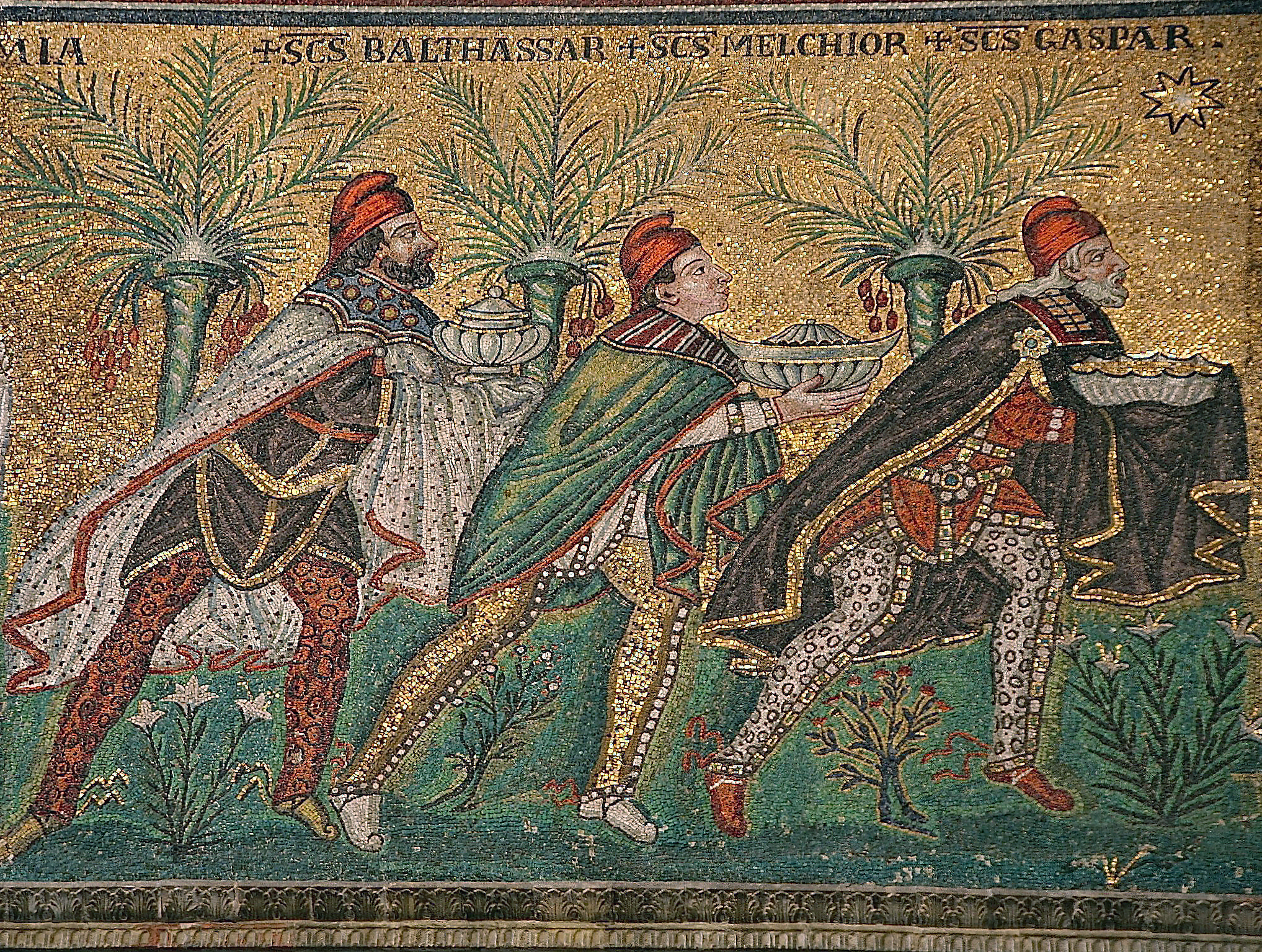
i Magi

Il Vangelo è un'associazione in seno alla 'Ndrangheta, di cui gli appartenenti vengono denominati Vangelisti, sono un grado superiore ai santisti e inferiore ai quartini. Per essere vangelisti bisogna ottenere il merito di Vangelo.
Nacque dal fatto che ormai nella Santa, vi facevano parte troppe persone e serviva un'associazione di livello ancora superiore, che però non bastò poiché si creò il nuovo grado di quintino e altri ancora come: quartino, trequartino e padrino.
Il vangelista ha anche il compito di custodire le regole della 'Ndrangheta, il Vangelo, da utilizzare nei riti di affiliazione e promozione.
Si accede al grado per meriti criminali.
Il nome Vangelo deriva dal fatto che l'affiliato giura con la mano posata sul Vangelo.
I protettori del Vangelo sono i cavalieri d'onore Gaspare, Melchiorre e Baldassarre.
Chi è Vangelista può far parte della Provincia, una Commissione in cui vengono prese le decisioni più importanti dell'organizzazione.

## Copiata
Secondo pentito Antonio Di Dieco, ex boss di Castrovillari riferisce negli anni 2000 di nuove regole per la copiata per chi ha la dote di Vangelo in su, ovvero si fa riferimento a esponenti, definiti "carichi" uguali per tutta l'Italia. Il carico della Ionica (da Cirò fino a tutta la provincia reggina) che fa capo al carcere di Locri, il carico di Reggio Calabria che fa capo al carcere dello Stretto e il carico del Tirreno (Da Vibo Valentia in giù) che fa capo al carcere di Palmi.

## Rito di promozione a vangelista
Si procede con una prima votazione:
Tutti: prontissimi 

Capo società: A nome di Gaspare, Melchiorre e Baldassarre e di Nostro Signore Gesù Cristo passo la prima votazione sul conto del nostro fratello <nome santista> . Se fino adesso era un uomo riconosciuto alla Santa/sacra corona adesso lo riconosciamo per un nostro fratello non ancora riconosciuto e federizzato.»
()
C'è poi una seconda votazione con formula conclusiva:
()
Poi gli si incide su una spalla una croce e il neo-vangelista recita quest'altra formula:
()
Si arriva all'ultima votazione.
()
Infine si scoglie la società di Vangelo:
()

## Vangelisti di spicco
- Pasquale Nicoscia
- Antonio Pelle
- Sebastiano Romeo
- Giuseppe Nirta (Nirta - Versu)
- Antonio Nirta (Nirta - La Maggiore)
- Francesco Nirta (Nirta - Versu)
- I fratelli Bruni e i cugini Ernesto ed Adolfo Foggetti

## Fonti
- Calabria Ora del 24 settembre 2007.